# Elisa (film)
Elisa (v originále Élisa) je francouzský hraný film z roku 1995, který režíroval Jean Becker podle vlastního scénáře. Snímek měl světovou premiéru dne 1. února 1995.

## Děj
O Vánocích na pařížském předměstí slaví svobodná matka Élisa sama se svou tehdy tříletou dcerou Marií. Její vlastní rodiče ji odmítli a o otci své dcery nemá žádné zprávy. V zoufalství udusí dceru polštářem, poté zapálí byt a spáchá sebevraždu střelbou do hlavy. Marii, která nezemřela, se podaří zachránit a nyní žije v sirotčinci.
Marie se několik měsíců před dosažením plnoletosti podaří získat svůj spis ze sociálního oddělení. Zjistí tak identitu svého otce, jistého Jacquese Desmoulinse, textaře a hudebního skladatele, který žije jako poustevník na ostrově Sein. Také zjistí, že se její matka živila prostitucí, aby uživila sebe a dceru. Se svými kamarády Solange a Ahmedem uteče z dětského domova. Chce najít svého otce s pevným úmyslem pomstít se mu, protože je přesvědčena, že je zodpovědný za tragický konec její matky.

## Obsazení
| Vanessa Paradis    | Marie                 |
| Gérard Depardieu   | Jacques Desmoulins    |
| Clotilde Courau    | Solange               |
| Sekkou Sall        | Ahmed                 |
| Florence Thomassin | Élisa                 |
| Michel Bouquet     | Samuel                |
| Olivier Saladin    | Kevin                 |
| Philippe Léotard   | kuřák doutníků        |
| Werner Schreyer    | řidič DS              |
| José Garcia        | cestující v taxi      |
| Firmine Richard    | zákaznice v trafice   |
| Catherine Rouvel   | Manina                |
| Melvil Poupaud     | syn lékárníka         |
| Bernard Verley     | podnikatel            |
| Philippe Duquesne  | trafikant             |
| Jean-Pierre Bagot  | nájemník s puškou     |
| Sidy Lamine Diarra | zákazník v trafice    |
| Gérard Chaillou    | Claude Chapelier      |
| Jenny Clève        | paní domácí           |
| André Julien       | dědeček               |
| Eugene Riguidel    | zákazník v rybím baru |
| Reine Bartève      | babička               |
| Dominique Bluzet   | Jérôme                |
| Dominique Thomas   | sociální pracovník    |
| Lydia Ewandé       | zákazník v trafice    |
| Jacques Dautriche  | zpěvák                |

## Ocenění
- César: nejlepší filmová hudba (Zbigniew Preisner, Michel Colombier a posmrtně Serge Gainsbourg), nominace v kategoriích nejlepší herečka ve vedlejší roli (Clotilde Courau) a nejslibnější herečka (Clotilde Courau)